# Gold Audio Video
Голд аудио видео је српска продукцијска кућа која се бави производњом музчких ЦД-ова и ДВД-ова са седиштем у Београду.

## Историја
Голд аудио видео основан је 17. септембра 2007. године као део компаније Голд продукција, у чијем су валсништву такође и дистрибуцијска кућа Радиоелектро и синхронизацијски студио Голд диги нет.
Већ дужи низ година Голд аудио видео сарађује са Пинк интернешнл у производњи једног од најгледанијих ТВ формата народне музике “GOLD MUSIC Show” , а од 2017. године због озбиљног приступа и квалитетне продукције позвани су да направе нови формат под називом “Суботом поподне” који се емитује такође кроз РТВ Пинк мрежу. Програми се емитују кроз комплетну мрежу земаљских, кабловских као и сателистких канала ове ТВ куће у Србији, региону и свету.
Поред видео продукције последњих неколико година развили су и велики број Јутјуб канала за сопствену кућу и извођаче са којима сарађују. Познати су и на пољу дигиталне дистрибуције. Издања Голд аудио видеа се у овом тренутку могу наћи на преко 250 светских дигитланих продавница широм света што сврстава продукцију раме уз раме са великм дискографским и продуцентским кућама.
Голд Аудио Видео има велики број регионалних издања у сарадњи са колегама од који је свакако најзначајнија Кроација рекордс.

## Извођачи
Поред српских, често издају албуме бошњачких и хрватских певача и група у сарадњи са Croatia Records.
- Нада Обрић
- Зана
- Миња Субота
- Халид Муслимовић
- Хладно пиво
- Оливер Драгојевић
- Прљаво казалиште
- Denis & Denis
- Тончи Хуљић
- Влатко Стефановски
- Мики Јевремовић
- Жељко Бебек
- Звонко Богдан
- Слађа Алегро
- Дивље јагоде
- Неда Украден
- Јелена Розга
- Црвена јабука
- Плави оркестар
- Мерима Његомир
- Раде Шербеџија
- Дино Мерлин
- Уснија Реџепова
- Тома Здравковић
- Арсен Дедић
- Јасна Злокић
- Борис Новковић
- Јаника Балаж
- Јадранка Стојаковић
- Северина
- Вида Павловић
- Индекси
- Нина Бадрић
- Силвана Арменулић
- Магазин
- Ђорђе Балашевић
- Оливера Марковић
- Нови фосили
- Предраг Цуне Гојковић
- Парни ваљак
- Ивана Шашић
- Данијела Дана Вучковић
- Гога Секулић
- Наташа Баришић
- Александра Пријовић
- Мирослав Илић
- Аца Лукас
- Марина Комљеновић
- DJ Крмак

итд.

## Видео издања
Поред доле наведених, Голд аудио видео издао је велики број документарних филмова на тему лова  и риболова.

### Цртани филмови
- Сунђер Боб Коцкалоне
- Млади мутанти нинџа корњаче
- Дора истражује
- Школа за вампире
- Вулверин и Икс-мен
- Покојо
- Елмов свет
- Тутенштајн - мали фараон
- Атомик Бети
- Божићни чувари приче
- Винкс
- Џони Тест [6]

### ТВ серије
- Мућке
- Пустоловине Шерлока Холмса
- Убиства у Мидсомеру
- Госпођица Марпл
- Поаро [7]

### Документарни филмови и серије
- Артур Кларк - Мистерије света
- 100 највећих открића
- Људско тело - Померање граница
- Мајкл Палин
- Нерешена историја
- Моћ оружја
- Планета диносауруса
- Праисторијски парк
- Преживети!
- Старе цивилизације
- Земља мамута [8]